# 2005 a sportban
2005 legfontosabb sporteseményei a következők voltak:
- január – Marat Szafin és Serena Williams diadalmaskodik az Australian Openen.
- január 23. – február 6. – Tunézia rendezi a 19. férfi kézilabda-világbajnokságot.
- február 6. – A 39. Super Bowl a Floridai Jacksonville városában. A győztes: a New England Patriots
- február 9–10. – Gyorskorcsolyázó Összetett Junior és Utánpótlás Bajnokság.
- február 16–27. – Északisí-világbajnokság Oberstdorfban.
- április 11–17. – Várnában zajlik a birkózó Eb, melyen 17 magyar versenyző van jelen (úm.: Szabó Gergő, Wöller Ákos, Ritter Árpád vagy Deák Bárdos Mihály).
- május – A Debreceni VSC végez az NB I. élén. Botrány a zárófordulóban: Az FTC – Debreceni VSC mérkőzés lefújása után a feldühödött ferencvárosi szurkolók megtámadják a játékosokat, edzőket.
- május 20–22. – 54. cselgáncs Európa-bajnokság, Rotterdam
- május 11. – A Matáv-Sopron csapata a székesfehérvári döntőn 5–1-re győzi le az FTC csapatát, ezzel megnyerte a Magyar Kupát. A mérkőzésen 4 ferencvárosi játékost állítanak ki, a csapat által tanúsított viselkedés miatt a találkozó után megvonták az FTC nevezési jogát a következő évi Magyar Kupára.
- május 25. – Az FC Liverpool nyerte Isztambulban az UEFA Bajnokok Ligája döntőjét, miután egy rendkívül izgalmas mérkőzésen 3–3-as rendes játékidő és hosszabbítás után 11-esekkel 3–2-re megverte az AC Milant, amely a félidőben 3–0-ra vezetett.
- június 5. – Rafael Nadal és Justine Henin nyeri a Roland Garrost.
- július 2–24. – 2005-ös Tour de France.
- július 3. – Roger Federer újra megvédi címét Wimbledonban.
- július 31. – A 20. Formula–1 verseny megrendezése a Hungaroringen.
- július 17–31. – A montréali vizes világbajnokságon Magyarország 2 arany-, 2 ezüst-, és 1 bronzérmet szerez; ebből 3 érmet Cseh László (1–1–1)
- szeptember – cselgáncs világbajnokság (Kairó)
- szeptember 11. – Roger Federer Wimbledon után a US Openen is megvédi a címét.
- szeptember 25. – Fernando Alonso (Renault) a brazil nagydíjon elért győzelmével megszerzi a Formula–1-es világbajnoki címet. Alonso a legfiatalabb versenyző, akinek ez sikerült.
- szeptember 27. – október 16. FIDE-sakkvilágbajnokság San Luisban, Argentínában, amelyen Veszelin Topalov megszerzi a világbajnoki címet.
- november 13–20. – Mienjangban rendezték meg a 2005-ös amatőr ökölvívó-világbajnokságot.
- november 19. – A Budapest Wolves 46:0 végeredménnyel (7–0; 27–0; 3–0; 9–0) legyőzi a Debrecen Gladiators csapatát, és ezzel megnyeri az I. Hungarian Bowl-t. MVP: Sviatkó Gábor #81
- november 27. – december 17. – 2005-ös sakkvilágkupa, Hanti-Manszijszk (Oroszország)
- december 5–18. – 17. női kézilabda-világbajnokság Oroszországban.
- december 8–11. – A olaszországi Triesztben rendezik a rövid pályás úszó-Európa-bajnokságot.

## Születések
- január 5. – Noah Mbamba, belga korosztályos válogatott labdarúgó
- január 6. – Rayan Mandengue, kameruni labdarúgó
- január 13. – Iker Bravo, spanyol labdarúgó
- január 14. – Steven Baseya, francia labdarúgó
- január 21. – Ryan Leonard, U18-as világbajnok és ezüstérmes amerikai jégkorongozó
- január 28. – Benedetta Pilato, világbajnoki ezüstérmes olasz úszó
- január 31. – Momodou Lamin Sonko, svéd labdarúgó
- február 2. – Fabio Torsiello, német labdarúgó
- február 6. – Matthew Wood U18-as világbajnoki bronzérmes kanadai jégkorongozó
- február 7. – Gregorio Salvati, olasz labdarúgó
- február 16. – Julio Cesar Soler Barreto, argentin labdarúgó
- február 20. – Pietro Comuzzo, olasz labdarúgó
- február 21. – Phillipe Lanquetin, francia labdarúgó
- március 2. – Benjamin Cremaschi, amerikai korosztályos válogatott labdarúgó
- március 10. – Eduard Šalé, U20-as világbajnoki ezüstérmes cseh jégkorongozó
- március 11. – Guillaume Restes, francia korosztályos válogatott labdarúgó
- március 17. – William Smith, U18-as világbajnok és ezüstérmes amerikai jégkorongozó
- március 21. – Calixte Ligue, svájci korosztályos válogatott labdarúgó
- április 1.
  - Dominic Ballard, angol labdarúgó
  - Ryan Tutu Mayangila, francia labdarúgó
- április 3. – Antoni Milambo U17-es Európa-bajnoki ezüstérmes holland labdarúgó
- április 5.
  - Noel Buck, amerikai labdarúgó
  - Arkaitz Mariezkurrena, spanyol labdarúgó
- április 6. – Aleksander Andresen, norvég korosztályos válogatott labdarúgó
- április 11. – Jack Hinshelwood, angol korosztályos válogatott labdarúgó
- április 19.
  - Kobbie Mainoo, Európa-bajnoki ezüstérmes angol labdarúgó válogatott
  - Váli Noa, finn jégkorongozó
- április 27. – Daniel Holgado, spanyol motorversenyző
- április 30. – Tommaso Ferrari, olasz labdarúgó
- május 6. – Joshua Feeney, angol labdarúgó
- május 9. – Pasquale Allocca, olasz labdarúgó
- május 10. – Taha Ayari, svéd labdarúgó
- május 24. – Kyanno Silva, holland labdarúgó
- június 3. – Désiré Doué, U17-es Európa-bajnok és olimpiai ezüstérmes francia válogatott labdarúgó
- június 15. – Dalibor Dvorský, szlovák jégkorongozó
- június 19. – Tom Saettel, francia labdarúgó
- június 24. – Leo Lif, svéd labdarúgó
- július 31. – Jovan Milošević, szerb labdarúgó
- július 21. – Mateusz Kowalski, lengyel korosztályos válogatott labdarúgó
- szeptember 2. – Ben Viadere, francia labdarúgó
- szeptember 8. – Benjamin Thoresen Faraas, norvég korosztályos válogatott labdarúgó
- szeptember 13. – Patrick Ouotro, elefántcsontparti válogatott labdarúgó
- szeptember 17. – Jakub Lewicki, lengyel korosztályos válogatott labdarúgó
- szeptember 23. – Ichem Ferrah, francia labdarúgó
- október 9. – Vattay Márton, magyar labdarúgó
- október 21. – Leah Hayes, világbajnoki bronzérmes amerikai úszó
- november 13. – Leny Yoro, francia labdarúgó
- november 20. – Curtis Ofori, amerikai labdarúgó

## Halálozások
- ? – Gheorghe Gornea, román válogatott labdarúgókapus (* 1944)
- január 3. – Vadász László, magyar sakkozó, nemzetközi nagymester, sakkolimpiai bajnok (* 1948)
- január 11. – Fabrizio Meoni, olasz motorversenyző (* 1957)
- január 16. – Gudrun Wegner, világbajnok NDK-s úszónő (* 1955)
- január 19. – Kulcsár Anita, kézilabdázó (* 1976)
- január 25. – Netty Witziers-Timmer, olimpiai bajnok holland atléta (* 1923)
- február 4. – Danas Pozniakas, olimpiai és Európa-bajnok szovjet-litván ökölvívó (* 1939)
- február 13. – Maurice Trintignant, Le Mans-i 24 órás autóverseny győztes francia autóversenyző, Formula–1-es pilóta (* 1917)
- március 3. – Rinus Michels, holland válogatott labdarúgó, Európa-bajnok és világbajnoki ezüstérmes edző (* 1928)
- április 7.
  - Cliff Allison, brit autóversenyző, Formula–1-es pilóta (* 1932)
  - Givi Georgijevics Nogyija, grúz származású szovjet válogatott labdarúgó, edző (* 1948)
- április 8. – Maurice Lafont, francia válogatott labdarúgó, edző (* 1927)
- április 18. – Norberto Höfling, román labdarúgó, edző (* 1924)
- július 9. – Jevgenyij Romanovics Grisin, olimpiai és Európa-bajnok, világbajnoki bronzérmes szovjet gyorskorcsolyázó (* 1931)
- augusztus 5. – Léopold Gernaey, belga válogatott labdarúgókapus (* 1927)
- augusztus 6. – Nyikolaj Ivanovics Abramov, orosz származású szovjet válogatott labdarúgó (* 1950)
- augusztus 16. – Milorad Pavić, jugoszláv-szerb labdarúgó, edző (* 1921)
- augusztus 31. – Stéphane Bruey, francia válogatott labdarúgó (* 1932)
- szeptember 8. – Hans Keiter, olimpiai- és világbajnok német kézilabdázó, edző, labdarúgóedző (* 1910)
- szeptember 17. – Donn Clendenon, World Series bajnok amerikai baseballjátékos (* 1935)
- október 1. – Renzo Nostini, világbajnok, olimpiai ezüstérmes olasz tőr- és kardvívó (* 1914)
- november 25.
  - George Best, aranylabdás északír válogatott labdarúgó (* 1946)
  - Richard Burns, brit autóversenyző (* 1971)
- december 20. – Rothermel Anna világbajnok magyar válogatott kézilabdázó (* 1938)